# Gruzja na Zimowych Igrzyskach Paraolimpijskich 2018
Gruzja na Zimowych Igrzyskach Paraolimpijskich 2018 – występ kadry sportowców reprezentujących Gruzję na igrzyskach paraolimpijskich w Pjongczangu w 2018 roku.
W kadrze wzięło udział dwóch zawodników startujących w biegach narciarskich. Był to debiut reprezentacji w zimowych igrzyskach olimpijskich. Chorążym podczas ceremonii otwarcia został Temur Dadiani.

## Reprezentanci

### Kobiety
| Zawodniczka     | Dyscyplina        | Konkurencja | Podgrupa | Czas    | Strata   | Miejsce | Źródło      |
| --------------- | ----------------- | ----------- | -------- | ------- | -------- | ------- | ----------- |
| Nino Sabaszwili | Biegi narciarskie | Sprint      | LW11,5   | 8:24,69 | +4:54,83 | 25.     | [ 3 ] [ 4 ] |

### Mężczyźni
| Zawodnik      | Dyscyplina        | Konkurencja | Podgrupa | Czas    | Strata   | Miejsce | Źródło      |
| ------------- | ----------------- | ----------- | -------- | ------- | -------- | ------- | ----------- |
| Temur Dadiani | Biegi narciarskie | 15 km       | LW12     | DNF     | DNF      | DNF     | [ 5 ]       |
| Temur Dadiani | Biegi narciarskie | Sprint      | LW12     | 3:56,50 | +55,94   | 30.     | [ 6 ] [ 7 ] |
| Temur Dadiani | Biegi narciarskie | 7,5 km      | LW12     | 33:32,7 | +11:04,3 | 32.     | [ 8 ]       |